# Artur Sarnat
Artur Sarnat (Cracovia, Polonia; 20 de septiembre de 1970 – 17 de noviembre de 2024) fue un futbolista polaco que jugó en la posición de guardameta. Es recordado por la excelsa actuación que tuvo en el Nou Camp enfrentándose al FC Barcelona.
Comenzó su carrera futbolística en Wawel Cracovia. A lo largo de su carrera, jugó 181 partidos en la Primera División de Polonia, defendiendo los colores de Wisła Cracovia y Polonia Varsovia.Mientras jugaba en Wisła, participó en competiciones europeas entre 1998 y 2001, enfrentándose a equipos de renombre como Parma, FC Porto, Barcelona FC e Inter de Milán.
También fue jugador del club turco Diyarbakırspor, del cual se marchó debido al incumplimiento de las obligaciones financieras estipuladas en su contrato por parte del club. Terminó su carrera futbolística en Kmita Zabierzów después de la primera vuelta de la temporada 2007/2008. El 1 de julio de 2011, se convirtió en entrenador de porteros del Garbarnia Cracovia.

## Desarrollo
Artur Sarnat nació el 20 de septiembre de 1970. Era hijo de Ryszard Sarnat, un gran delantero de hace muchos años. Él mismo eligió la posición de portero. Comenzó su aventura futbolística en Wawel Cracovia. Posteriormente, incluyó clubes como Świt Krzeszowice, Błękitni Kielce y Cracovia. En 1993 se incorporó al Wisła Kraków y ese fue el comienzo de la mejor etapa de su carrera. Es cierto que con el "Estrella Blanca" descendió a la entonces segunda liga en 1994, pero regresó a la Primera División en 1996, y cuando llegó al club procedente de la Reymont de Tele-Fonika de Myślenice comenzó una época dorada para Wisła, en la que Artur Sarnat desempeñó un papel importante.
Fue campeón de Polonia con el "Estrella Blanca" en 1999 y 2001. También ganó la Copa de la Liga, la Supercopa y la Copa de Polonia. Artur Sarnat jugó 257 partidos con el Wisła Kraków. El mejor en el Camp Nou en 2001, cuando el Wisla se enfrentó al FC Barcelona en la fase de clasificación de la Liga de Campeones y sólo debió una estrecha derrota por 1-0 debido a la actuación de su portero.

## Muerte
Artur Sarnat murió a los 54 años, de una enfermedad no informada. Fue enterrado el 21 de noviembre de 2024 en el cementerio de Michałowice, cerca de Cracovia.

## Equipos
| Periodo   | Club                         |
| --------- | ---------------------------- |
| 1988–1989 | Wawel Kraków                 |
| 1989–1990 | Świt Krzeszowice             |
| 1990–1992 | Wawel Kraków                 |
| 1992      | Błękitni Kielce              |
| 1993      | KS Cracovia                  |
| 1993–2001 | Wisła Kraków                 |
| 2001      | Diyarbakirspor               |
| 2002–2003 | Wisła Kraków                 |
| 2004      | Polonia Warsaw               |
| 2004–2005 | KSZO Ostrowiec Świętokrzyski |
| 2005–2006 | Korona Kielce                |
| 2006–2007 | Kmita Zabierzów              |

## Logros
- Ekstraklasa: 1998–99, 2000–01
- Copa de Polonia: 2001–02
- Copa de la Liga de Polonia: 2000–01
- Supercopa de Polonia: 2001